# زینا شرک
زینا شرک (به انگلیسی: Zeena Schreck) یا زینا گالاتیا لاوی (به انگلیسی: Zeena Galatea LaVey) (متولد ۱۹ نوامبر ۱۹۶۳)، که با نام هنری مونوت شناخته می‌شود، هنرمند تجسمی، موسیقی‌دان و نویسنده در برلین، همچنین رهبر دینی جنبش آزادی‌بخش سیتی (SLM) — که در ۲۰۰۲ تأسیسش کرد — است.
زینا فرزند انتان لاوی و داین هگارتی و خواهر ناتنی کارلا لاوی و سیطن سرکیس کرنکی لاوی است. او که در درون تشکیلات پدرش، کلیسای شیطان بزرگ شده بود، در اوایل زندگی به عنوان اولین سخنگوی کلیسا مورد توجه بسیاری قرار گرفت و در دهه ۱۹۸۰ از این سازمان دفاع کرد. اما در سال ۱۹۹۰ او از سمت خود استعفا داد، روابط خود را با پدرش انتان لاوی و کلیسایش قطع و از اصول کلیسای شیطان صرف نظر کرد. او از آن زمان، دینش را به آیین بودا تغییر داده و اکنون معلم بودیسم تانتریک تبتی است.

## سال‌های اولیه زندگی
زینا در ۱۹ نوامبر ۱۹۶۳، در سانفرانسیسکو کالیفرنیا، متولد شد. مادرش داین هگارتی و پدرش انتان لاوی بنیانگذار شیطان‌گرایی لاویایی و بنیانگذار اصلی کلیسای شیطان بود. او دومین دختر انتان لاوی پس از کارلا است که انتان از ازدواج اولش داشت.
در ۲۳ مه ۱۹۶۷، زینا در سه سالگی، توسط پدرش غسل تعمید شیطانی داده شد که اولین و مشهورترین غسل تعمید شیطانی در تاریخ بود. این مراسم همراه با بازخوانی مراسم ثبت شده عشای سیاه شیطانی، توجهی جهانی را به خود جلب کرد.
زینا، به ویژه در مجلات جنایی و مردانه، مورد صدها گزارش و مصاحبه ژورنالیستی قرار گرفت. بارتون اچ. ولف، نویسنده زندگی‌نامه انتان لاوی، زینا را در سیزده سالگی در معرفی کتاب انجیل شیطانی پدرش، توصیف کرد: «زینا را کسانی می‌شناسند که عکس معروف غسل تعمید کلیسای شیطان را به یاد داشتند، اما اکنون او یک نوجوان باشکوه و رشد یافته‌است و توجه یک گروه رو به رشد گرگ، شامل انواع انسان‌ها را به خود جلب می‌کند.» او در مصاحبه ای با گاردسمن، مادر شدن در سن چهارده سالگی را در حالی که در یک «شرایط خانوادگی خفقان‌آور و ناکارآمد» زندگی می‌کرد، توصیف می‌کند.
زینا در سال ۱۹۸۸، با شریک گروه رادیو گرگینه و همکار همیشگی خود، نیکلاس شرک ازدواج کرد. این ازدواج، ۲۷ سال ادامه یافت، اما در سال ۲۰۱۹، آن‌ها یک بیانیه عمومی مشترک را (که در وب‌سایت‌های مربوط به خود، نوشته بودند) منتشر کردند که در آن نوشته شده بود: «... در سال ۲۰۱۵، پس از جدا شدن از هم در سال ۲۰۰۷، ما توافق کردیم که دوستانه طلاق بگیریم.» زینا پس از طلاق، ترجیح داد نام خانوادگی همسرش (شِرک) را حفظ کند.

## تأثیرات اولیه آموزش و هنر
زینا به عنوان یک عکاس، هنرمند تجسمی، موسیقی‌دان، آهنگساز و نویسنده به شدت تحت تأثیر سنت‌های عرفانی و جادویی قرار دارد. او در سنین پایین به هنرمندان و مربیانی که هنرشان با یک نگاه عرفانی یا جادویی آغشته شده بود، گرایش پیدا کرد؛ سبک وی نیز متمایل به آن‌هاست.
وی در نوجوانی در تئاتر، نمایش و فیلم‌های آموزشی می‌دید و همزمان تحصیل می‌کرد. در شانزده سالگی، زینا در آزمون مدل‌سازی دبیرستان قبول شد که به او امکان داد سریع‌تر دبیرستان را ترک کرده و به‌طور قانونی کار کند، او در کالج سانفرانسیسکو رشته دراما ثبت نام کرد. او علاوه بر کالج سانفرانسیسکو، از استودیو بازیگری استلا آدلر، اریک موریس مربی بازیگری، ویولا اسپولین بازدید کننده دانش آموز مارسیا کایمل، همچنین کمی هم در تئاتر سان فرانسیسکو و مدرسه هنرهای نمایشی سانفرانسیسکو آموزش دید. او بیشتر در مورد درام مقدس هلنی، بداهه پردازی، شاخه‌های مختلف سیستم و روش استانیسلاوسکی مطالعه می‌کرد.
اصل و نسب وی، به‌عنوان وسیله‌ای برای عبور از انرژی متافیزیکی، هنر آیینی زینا را هدایت می‌کند. اصل و نسب وی از دید هنر، به پدرخوانده و مربی خود، کنت انگر (فیلمساز آمریکایی) می‌رسد. کورتیس هرینگتون، ژان کوکتو و مایا درن، در دوران نوجوانی انگر، تأثیر بسیاری روی کارهایش گذاشته بودند. در دهه‌های ۱۹۷۰ و ۱۹۸۰، او این تأثیر را بر روی کارهای زینا نیز گذاشت.
زینا همچنین تبدیل به یکی از دوستان دیرینه کورتیس هارینگتون (کارگردان) شد که در آخرین فیلم خود، آشر در سال ۲۰۰۰، زینا را به عنوان یک شخصیت شبیه دیتریش انتخاب کرد.